# Alchemilla polonica
Alchemilla polonica é uma espécie de rosácea do gênero Alchemilla, pertencente à família Rosaceae.